# Dorcadion koechlini
Dorcadion koechlini är en skalbaggsart som beskrevs av Maurice Pic 1898. Dorcadion koechlini ingår i släktet Dorcadion och familjen långhorningar. Inga underarter finns listade i Catalogue of Life.